# Jennifer Heylen
Jennifer Heylen (Elsene, 1 oktober 1991) is een Belgische actrice en presentatrice.

## Levensloop
Jennifer Heylen werd geboren in Elsene en groeide op in Leuven. Haar moeder vluchtte uit Rwanda en ontmoette haar tevens Rwandese vader in Elsene. Nadat haar ouders uit elkaar waren gegaan hertrouwde haar moeder en kreeg ze de achternaam van haar stiefvader. In 2016 verhuisde ze naar Antwerpen.
Ze vertolkte verschillende rollen op televisie in onder meer Glad IJs, Loslopend Wild, Een goed jaar, Mijn Beste Slechtste vriendin, Grond, Capitani en Onder Vuur.
Heylen speelde mee in de webseries Brak, Instafamous en Bathroom stories. Op het grote scherm was ze te zien in o.a. Dealer, H4Z4RD, Noise en Rebel. In 2024 vertolkt ze een hoofdrol in de Iers-Belgische serie Northern Lights.
Voor de kortfilm Klette van Michael Abay ontving ze de prijs voor Beste Acteur op het Kortfilm Festival Leuven, en Special Mention for Performance in de Aspen Film’s Shortsfest Competition (VS).
In 2020 deed ze mee aan De Slimste Mens ter Wereld, waar ze in haar eerste aflevering het recordaantal punten van 661 seconden veroverde.
In maart 2024 gaf Heylen in de Qmusic-podcast De 10 meest gegoogelde vragen over toe dat ze zelf op Wikipedia haar geboortejaar, dat 1991 is, had veranderd naar 1996, omdat ze jonger wilde lijken.
In 2025 was Heylen te zien in het VRT-programma Gloria Mundi, waarin presentatrice Gloria Monserez samen met bekende Vlamingen terugkeert naar het land van hun afkomst. Heylen reisde naar Rwanda, het geboorteland van haar moeder, waar ze voor het eerst sinds haar jeugd opnieuw contact maakte met haar roots.

## Filmografie

### Films
| Jaar | Titel            | Rol                       | Opmerkingen |
| ---- | ---------------- | ------------------------- | ----------- |
| 2021 | Sing 2           | Nooshy                    | Stem        |
| 2021 | Dealer           | Natasja                   |             |
| 2021 | Spirit Untamed 2 | Prudence                  | Stem        |
| 2022 | Rebel            | medewerker sociale dienst |             |
| 2022 | H4Z4RD           | Lea                       |             |
| 2022 | Zillion          | Nathalie                  |             |
| 2023 | Noise            | Umulisa                   | Netflix     |
| 2025 | Patsers          | Jana                      |             |

### Televisie
| Jaar       | Titel                         | Rol                  | Zender/Streaming            |
| ---------- | ----------------------------- | -------------------- | --------------------------- |
| 2020       | Een Goed Jaar                 | Sommelier            | Streamz                     |
| 2020       | Instafamous                   | Billie               | VTM GO                      |
| 2020       | Brak                          | Lou                  | VTM GO                      |
| 2020       | Bathroom stories              | Olivia               | MNM & VRT NU                |
| 2020       | De Slimste Mens ter Wereld    | Kandidate            | Play4                       |
| 2021-heden | De Slimste Mens Ter Wereld    | Jurylid              | Play4                       |
| 2021-2022  | Loslopend wild                | Verschillende rollen | Eén & VRT 1                 |
| 2021-2022  | Mijn Slechtste Beste Vriendin | Birgit Moens         | Streamz & Play4             |
| 2021       | Grond                         | Justine Rottiers     | Netflix 2 afleveringen      |
| 2021       | Storm Lara                    | Jennifer             | Streamz                     |
| 2021       | F*** You Very, Very Much      | Tine                 | Streamz & Play4             |
| 2021       | Glad IJs                      | Kitty                | Streamz & VTM               |
| 2022-2023  | Onder Vuur (seizoen 2)        | Amber 'Skippy' Demey | Eén & VRT MAX               |
| 2022       | Twee Zomers                   | Salima Mitonga       | Eén & VRT NU                |
| 2022       | Doe Zo Voort                  | Mama Magali          | Streamz                     |
| 2022       | Capitani (seizoen 2)          | Grace Onu            | RTL Télé Lëtzebuerg Netflix |
| 2023       | Northern Lights               | Denise               |                             |
| 2024       | Jackson & Malone              | Lara Vis             | Streamz & Videoland         |
| 2024       | Kamp Jeroom                   | Kandidate            | Samen met Olga Leyers       |
| 2025       | Oh, Otto!                     | Lente                | Streamz                     |

- International Standard Name Identifier: 0000 0005 1302 5247
- MusicBrainz: c7f6e701-c1da-4798-b3b2-658b4e05a439